# 저작물 관리 시스템
저작물 관리 시스템(영어: content management system, CMS)은 저작물 관리에 사용하는 소프트웨어이다. 여기에서 지칭하는 저작물이란 사진, 음성, 전자문서 및 그와 유사한 컴퓨터 파일이다.
저작물 관리 시스템 아이디어의 이면에는 웹을 통하는 것과 마찬가지로 임의의 장소에서도 콘텐츠 파일들을 관리하자는 의도이다. 저작물 관리 시스템은 기존문서 관리에도 종종 사용된다.
많은 회사들은 저작물 관리 시스템을 비지적재산권 형식으로 파일을 저장하는 데 사용한다. 사내에서 대개 서버 기반형 소프트웨어를 사용하는 것과 같이 파일을 쉽게 공유할 수 있고 더 나아가 파일의 가용성을 증대시킨다.

## 웹 저작물 관리 시스템
다수의 저작물 관리 시스템은 웹 저작물 관리 기능을 가지고 있으며 그 중에 일부는 워크플로우 처리에 대한 특징들을 가지고 있다. 워크플로우는 다자간 결제 혹은 저작물의 추가를 위한 전자문서 이동의 한 방법이다. 일부 저작물 관리 시스템에서는 이메일 통지 및 자동 경로 설정과 같은 워크플로우 도구들을 가지고 있다. 이들은 작업의 협업성에 있어 매우 이상적인 것이다. 또한, 저작물 관리 시스템의 도구들은 이미지와 멀티미디어 자료들 혹은 방대한 문서들을 조직하고, 통제하고, 그리고 발행하는 역할을 한다.
웹 저작물 관리 시스템은 웹 사이트에 웹 저작물들을 발행하는 데 필요한 작업들을 수월하게 해준다. 웹 저작물 관리 시스템은 다음과 같은 문서들에 대한 저장, 통제, 개정, 그리고 발행에 자주 사용된다.
- 뉴스기사
- 사용자 매뉴얼
- 기술 문서
- 판매 가이드
- 광고 책자

## 특징
저작물 관리 시스템은 다음과 같은 특징을 지니고 있다.
- 멀티미디어 자료 혹은 일반문서의 생성 및 가져오기
- 핵심 사용자 및 그들의 콘텐츠 관리 권한에 대한 인증
- 역할의 배정에 관한 권한 및 이종의 콘텐츠 타입이나 카테고리 분류
- 저작물 워크플로우 작업에 대한 정의 (관리자에게 저작물 변경 통지와 같은 이벤트 알림과 연관되어)
- 단일 저작물에 대한 다중 판올림 관리 및 추적

## 같이 보기
- 콘텐츠 관리
- 문서 관리 시스템
- 동적 웹페이지
- 기업 콘텐츠 관리
- HTML
- 정보 관리
- 지식 경영
- LAMP (소프트웨어 번들)
- 저작물 관리 시스템 목록